# Microseridinae
Microseridinae, podtribus glavočika, dio tribusa Cichorieae.

## Rodovi
Postoji 19 rodova:
1. Krigia Schreb. (7 spp.)
2. Pinaropappus Less. (10 spp.)
3. Marshalljohnstonia Henrickson (1 sp.)
4. Pyrrhopappus DC. (4 spp.)
5. Picrosia D. Don (2 spp.)
6. Shinnersoseris Tomb (1 sp.)
7. Lygodesmia D. Don (6 spp.)
8. Chaetadelpha A. Gray ex S. Watson (1 sp.)
9. Glyptopleura Eaton (2 spp.)
10. Microseris D. Don (21 spp.)
11. Agoseris Raf. (12 spp.)
12. Malacothrix DC. (19 spp.)
13. Atrichoseris A. Gray (1 sp.)
14. Calycoseris A. Gray (2 spp.)
15. Anisocoma Torr. & A. Gray (1 sp.)
16. Munzothamnus P. H. Raven (1 sp.)
17. Stephanomeria Nutt. (18 spp.)
18. Rafinesquia Nutt. (2 spp.)
19. Pleiacanthus (Nutt.) Rydb. (1 sp.)